# Велика Андріївка
Вели́ка Андрі́ївка — село в Україні, у Барвінківській міській громаді Ізюмського району Харківської області. Населення становить 135 осіб. До 2020 орган місцевого самоврядування — Іванівська сільська рада.
Село постраждало внаслідок геноциду українського народу, проведеного урядом СССР в 1932—1933 роках, кількість встановлених жертв — 41 людина.

## Географія
Село Велика Андріївка знаходиться на початку балки Ставкова, на якій зроблено кілька загат.

## Історія
12 червня 2020 року, відповідно до Розпорядження Кабінету Міністрів України  № 725-р «Про визначення адміністративних центрів та затвердження територій територіальних громад Харківської області», увійшло до складу Барвінківської міської територіальної громади.
19 липня 2020 року, в результаті адміністративно-територіальної реформи та ліквідації Барвінківського району, село увійшло до складу Ізюмського району.

## Економіка
В селі є молочно-товарна ферма.

## Культура
В селі є клуб.